# Masacre de Lo Cañas
La Masacre de Lo Cañas fue un asesinato masivo ocurrido en Chile, el 18 de agosto de 1891, en la Guerra civil de 1891.

## Contexto
Durante agosto de 1891, en la Guerra Civil de 1891, se esperaba el desembarco del «Ejército constitucionalista» que era controlado por la Junta de Iquique. Para ellos, era sabido que en el ejército de José Manuel Balmaceda militaban cerca de treinta y cinco mil soldados; la Junta, con su reducido ejército de diez mil hombres, no podía, con probabilidades de éxito, emprender ataque contra tan numerosa fuerza. De acuerdo con el autodenominado «Comité Revolucionario de Santiago», el que tenía por objetivo coordinar acciones contra el gobierno de Balmaceda desde la capital, la Junta de Iquique resolvió impedir la concentración del ejército presidencial (en rigor, Ejército de Chile), en Santiago, operación que se creyó muy fácil, bastando para ello cortar dos o tres puentes sobre ríos. Los primeros intentos fueron fallidos y, ante ello, Balmaceda ordenó custodiar permanentemente los puentes clave para el acceso a la capital, con la orden de «dar bala a todo aquel que se acercase al puente sin permiso».

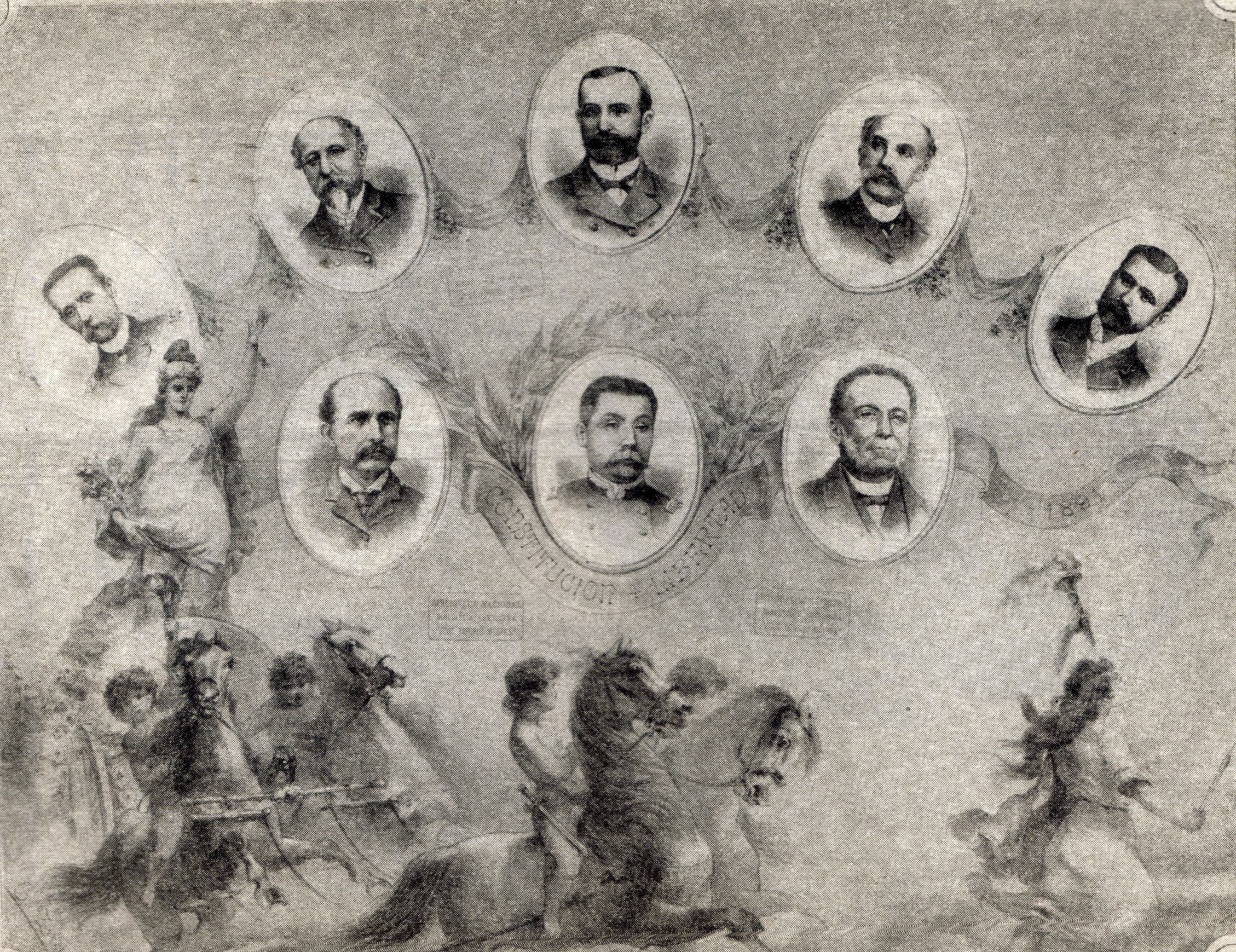
Miembros de la Junta de Iquique.

El fracaso de estas empresas consternó a los revolucionarios, pues en la medida que el Ejército de Chile se pudiera concentrar con rapidez, el Ejército Constitucionalista del Congreso no sería un adversario capaz de derrotarlo en las provincias del Chile central. Por otra parte, la noticia de la próxima llegada de los cruceros «Presidente Pinto» y «Presidente Errázuriz» para integrar la Escuadra presidencial, quebraría la hasta entonces indiscutida supremacía naval del Congreso. En virtud de estas consideraciones, la Junta de Iquique resolvió atacar cuanto antes a las fuerzas presidenciales en el centro mismo de sus recursos; para lo que el Comité Revolucionario de Santiago, decidió organizar la destrucción de puentes y telégrafos, a fin de impedir la reunión y comunicaciones de los diferentes cuerpos del Ejército balmacedista, en ese momento diseminados en varias provincias.
El 16 de agosto, el Comité Revolucionario de Santiago convocó a algunos de sus miembros para dicha labor, poniéndose algunos jóvenes inmediatamente en acción. El plan consistía en cortar los puentes de Maipo y Angostura, con lo cual se impediría la reunión de las divisiones del Ejército de Santiago y de Valparaíso con la de Concepción, que en conjunto sumaban entre veintiséis mil a treinta mil hombres.

## Montoneros de Lo Cañas

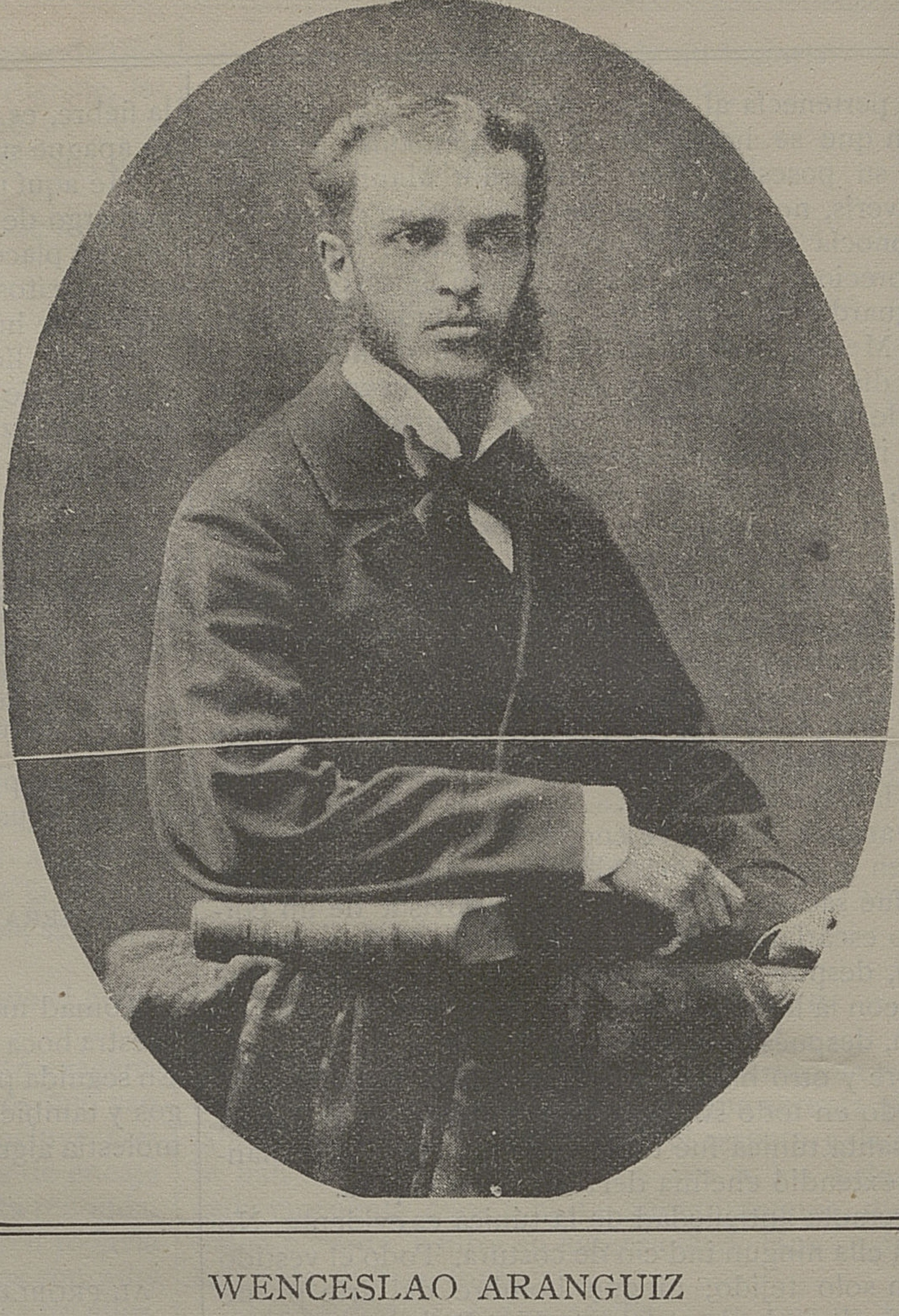
Wenceslao Aranguiz, administrador del Fundo "Panul".

Con este fin, el 18 de agosto numerosos jóvenes y artesanos comenzaban a hacer sus preparativos para dirigirse al lugar llamado «Panul», cercano al fundo de Lo Cañas (ubicado en el sector precordillerano de la actual comuna de La Florida en Santiago), propiedad de Carlos Walker Martínez, uno de los miembros del Comité Revolucionario. Debían ir en pequeñas partidas, por distintos senderos siendo sobre todo los caminos extraviados o poco frecuentados. Ochenta y cuatro fueron las personas que se reunieron en el sitio indicado, entre jóvenes y artesanos.
Los líderes del grupo informaron al administrador del fundo, Wenceslao Aránguiz, que habían señalado como punto de reunión una casita de Panul y que esperaban que él, por su parte, no tendría en ello inconveniente. Aránguiz les dijo que no había tenido la menor noticia del proyecto ni había recibido aviso alguno de Carlos Walker Martínez y que no se atrevía a conceder una autorización que podía ocasionar perjuicios a los intereses que le estaban confiados. Agregó que ese fundo, por ser del señor Walker Martínez, debía estar sujeto a especial espionaje y seguramente no era lugar más adecuado para reuniones ocultas y de tanta gente. Los montoneros le mostraron cartas de la Junta dirigidas a los opositores que poseían fundos cercanos a Paine para que proporcionasen ayuda y recursos de todo género. En vista de tales documentos, Aránguiz accedió, recomendando prudencia y vigilancia.
Se encontraban reunidos sesenta jóvenes y veinte artesanos. Sus armas eran muy escasas: veinticinco entre fusiles y carabinas con municiones y dinamita, que se habían podido trasportar ese día, debiendo llegar con las últimas partidas de jóvenes el resto del armamento.
Entretanto, con la ayuda de algunos oficiales, comenzaron a organizarse militarmente, reconociendo como jefe a Arturo Undurraga, y dividiéndose su fuerza en cuatro compañías, cada una respectivamente al mando de Rodrigo Donoso, Eduardo Silva, Ernesto Bianchi y Antonio Poupin Negrete. La guardia debía turnarse cada dos horas, tocando hacerla en ese tiempo a una compañía entera. Se enviaron avanzadas a algunos puntos y pusieron centinelas fijos en otros. Los demás jóvenes se ocupaban en repartir las armas; preparar la dinamita, etc. Así se encontraban hasta las 11 de la noche, cuando poco después, la alarma, dada por un toque de corneta, puso a prueba el sistema de vigilancia que habían establecido, como asimismo la sangre fría de cada cual. Inmediatamente, con orden y con calma, salieron todos a caballo y se retiraron un poco más arriba de la cordillera, en un lugar donde podían sin cuidado observar a las fuerzas enemigas. Las avanzadas dieron luego la voz de que era gente amiga, y volvieron todos al campamento, donde investigaron del corneta la causa de haber producido la alarma anterior. El corneta pareció ser inocente y que sólo había obrado impulsado por su mal criterio. Con esto la calma volvió pronto al campamento, donde redoblaron la vigilancia y prepararon diversos grupos para haciendas vecinas. Varios jóvenes se dirigieron a las casas del fundo con el objeto de esperar los últimos grupos de hombres y las armas, y también para hacer los preparativos de una próxima marcha. Entre ellos se encontraban el comandante, el capitán Bianchi y otros. A las dos de la mañana llegaron varios artesanos al mando de Santiago Bobadilla.
Habiendo tomado conocimiento la autoridad de los planes opositores, el general Orozimbo Barbosa, comandante general de Armas, despachó, un destacamento de noventa soldados de caballería y cuarenta de infantería al mando del teniente coronel Alejo San Martín para impedir el atentado.

### La masacre

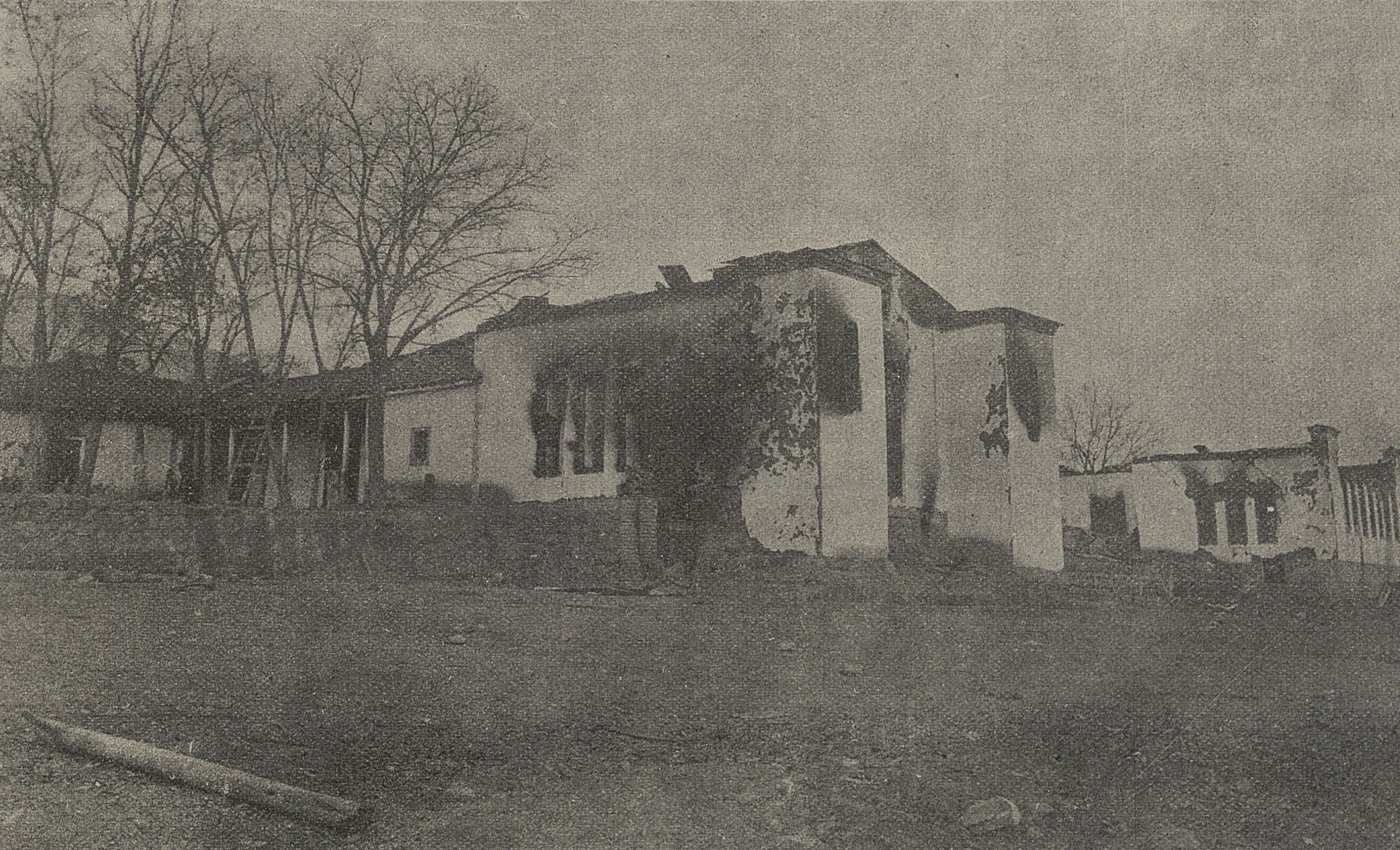
El fundo "Panul" incendiado. Fotografía de octubre de 1891.

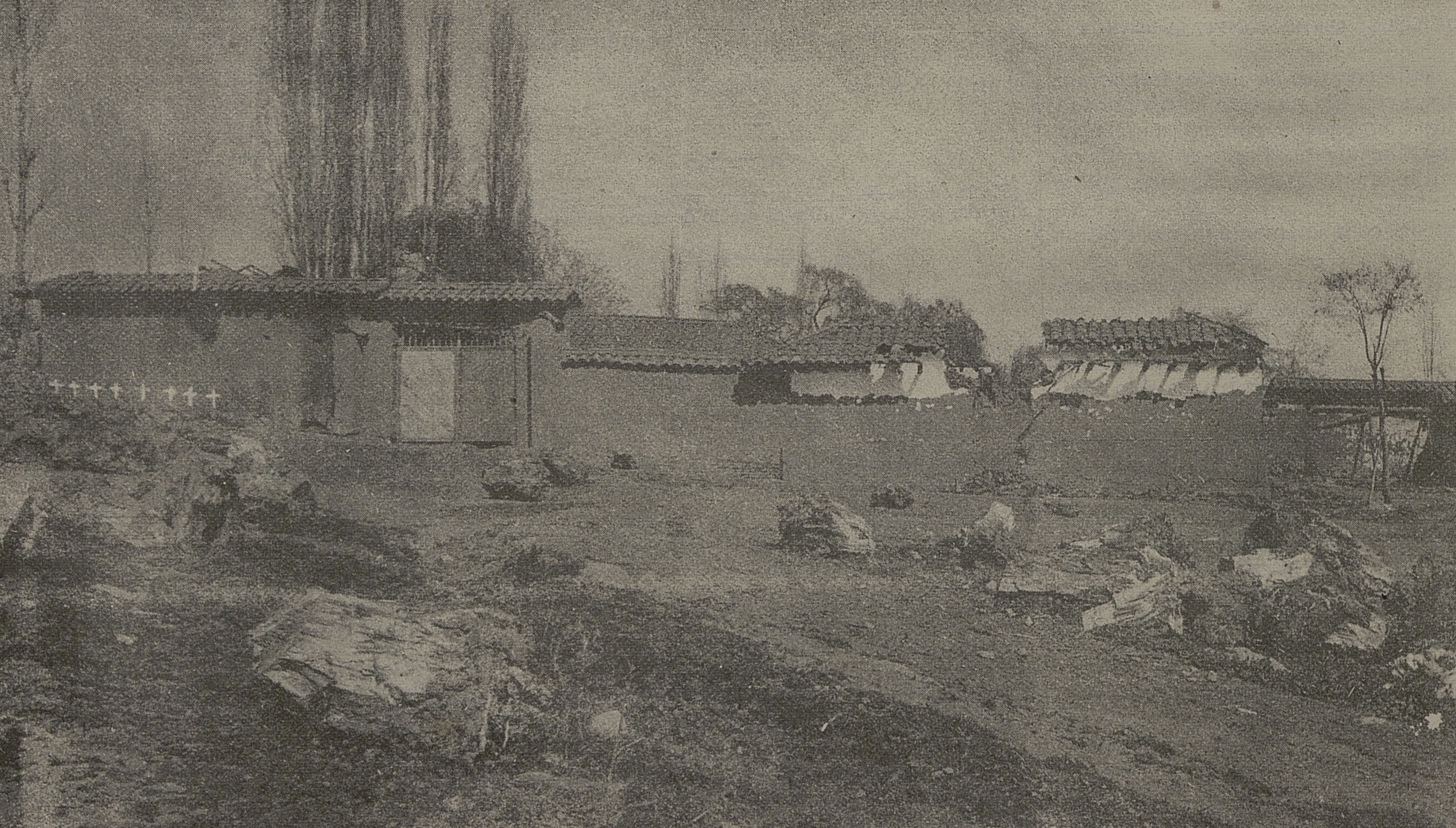
Fotografía que mostraría la bodega donde fueron fusilados los últimos sobrevivientes de la masacre.

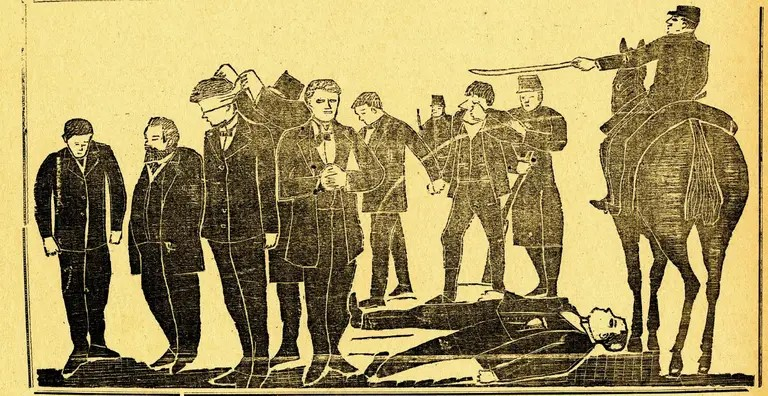
Grabado que representa la "Matanza de Lo Caña" (1892).

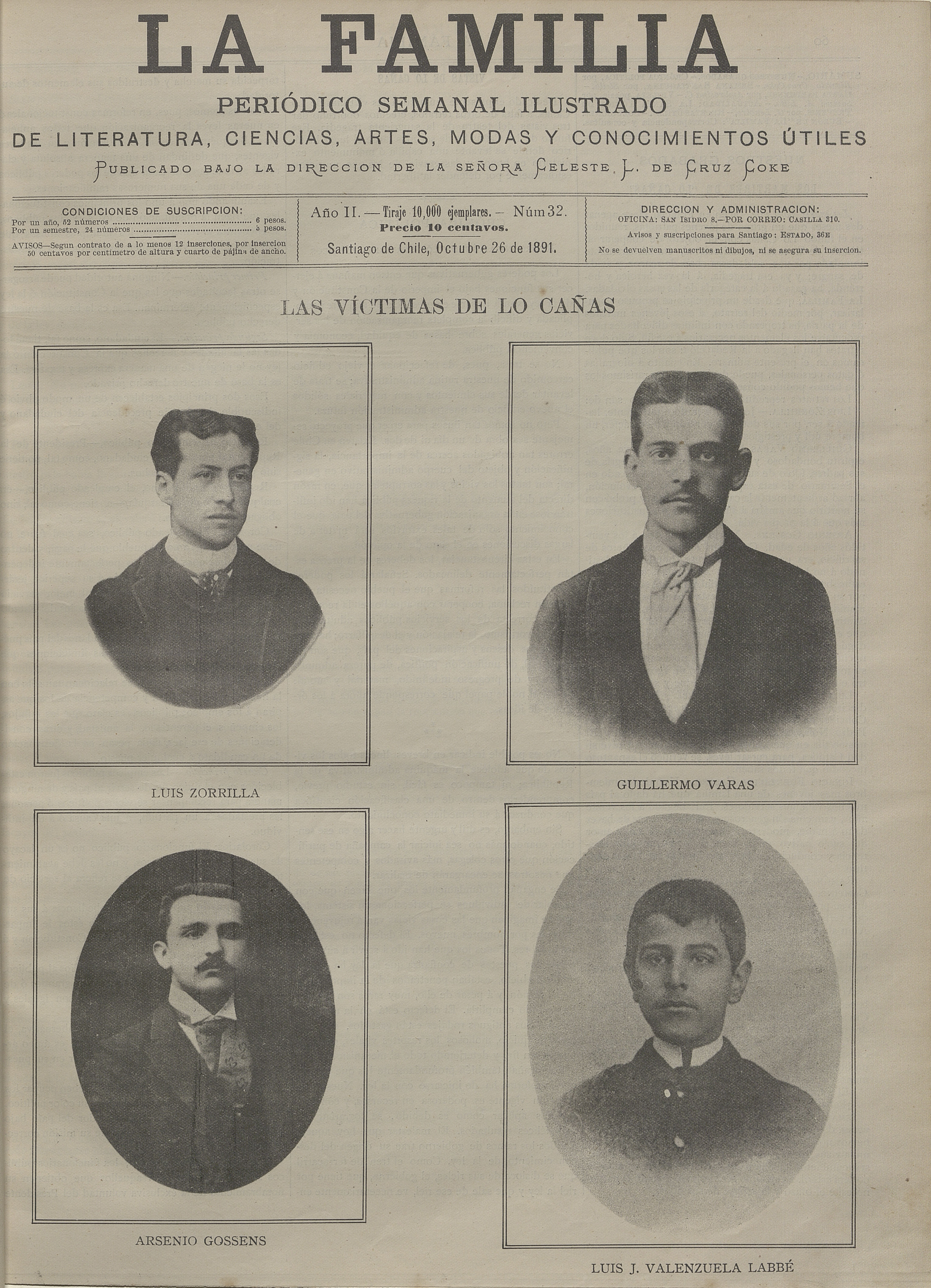
Periódico La Familia que en portada trae retratos de "Las víctimas de Lo Cañas" (1891).

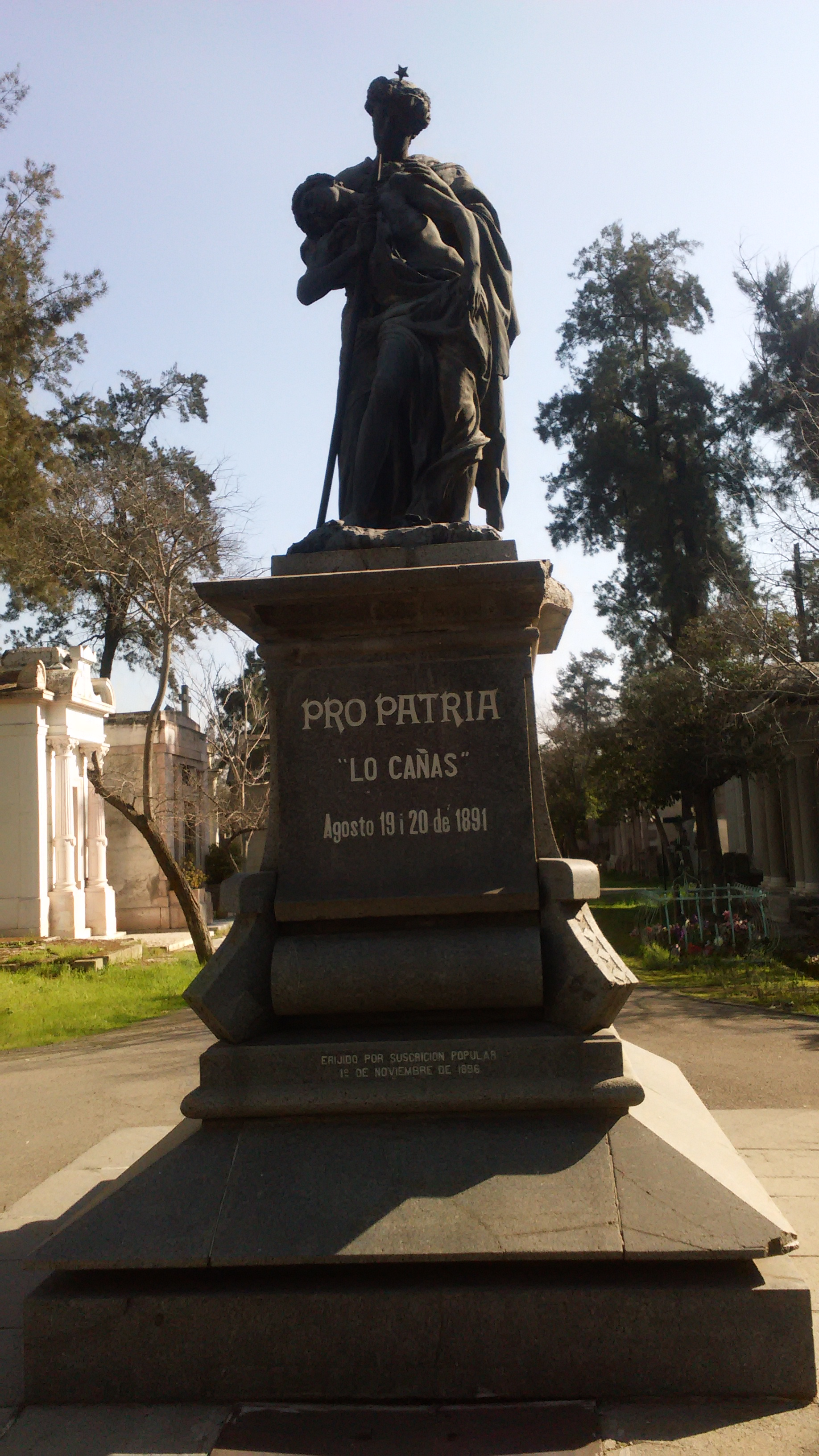
Monumento en el Cementerio General de Santiago.

Las primeras avanzadas de la expedición revolucionaria estaban listas y debían ponerse en marcha a las cuatro de la mañana, dirigiéndose a haciendas vecinas al puente del Río Maipo. En preparativos transcurridos hasta las tres y media de la madrugada. En ese momento, una avanzada vino a avisar a los jóvenes que se encontraban en las casas de la hacienda, que fuerza enemiga se acercaba. Casi junto con el aviso apareció a poca distancia de las casas fuerza de infantería desplegada en guerrilla. Ignacio Fuenzalida alcanzó, sin embargo, a escapar de esta sorpresa, y a todo galope se dirigió a avisar sus compañeros. Otros jóvenes quisieron huir también hacia el «Panul» pero los efectivos gobiernistas ya habían ocupado los caminos y los obligaron con varias descargas a volverse a las mismas casas, donde hicieron una débil resistencia. En este pequeño tiroteo resultaron heridos algunos jóvenes, huyendo los demás hacia el huerto, donde, al saltar una muralla, cayeron todos detenidos. Poco después Undurraga, Bianchi y otros sobornaban a los soldados por su libertad, y huían en dirección de la cordillera a juntarse con los demás compañeros. Entretanto que esto sucedía en las casas del fundo, Fuenzalida avisaba en el «Panul», y los jóvenes montaban a caballo y se dirigían a los caminos poco conocidos de la cordillera.
Los jóvenes solo habían tenido aviso de que subían fuerzas a atacarlos. Pero se habían facilitado baqueanos a los militares balmacedistas, y todos los caminos poco conocidos y arrancados estaban ocupados por fuerzas enemigas. Los regimientos Cazadores, Húsares de Colchagua, 8º de línea, artillería, además de la policía rural y secreta formaban un círculo para cortar toda retirada. Los jóvenes hicieron una débil resistencia en grupos separados, y trataron de salir del cerco que los envolvía. Algunos cayeron muertos o heridos; otros, prisioneros; otros lograron salir; otros se escondieron en los matorrales.
Después de esto, que sucedía entre cuatro y seis de la mañana del día 19 de agosto, comenzaron los asesinatos más horribles. Si se divisaba un joven que huía, se ordenaba a los soldados darle una carga de caballería y hacerle descargas cerradas hasta que caía hecho pedazos a sablazos y acribillado de balas. Los oficiales y soldados recorrían los cerros buscando en los matorrales, donde hacían descargas por si acaso había alguien escondido. A las diez de la mañana, cesaban las continuas descargas y comenzaban a recoger los heridos para transportarlos a la casa de Lo Cañas. A estos les iba a levantar un proceso.
La tropa de caballería e infantería que asaltó la casa de Lo Cañas encontró al señor Aránguiz que se había acostado temprano por encontrarse enfermo y que no quiso huir, cuando tuvo aviso del asalto, porque juzgó que ninguna culpa tenía: no había hecho sino consentir que en el fundo se reuniese gente a quien en ningún caso habría negado asilo el propietario.
Aquí se juntaron los heridos con algunos jóvenes y artesanos que habían caído prisioneros. Inmediatamente, San Martín y otros oficiales hicieron listas de los prisioneros, separando a los jóvenes de los artesanos. Sin distinguir a los que estaban heridos, dio orden llevarlos junto a unos álamos, donde fueron cruelmente maltratados y asesinados. Los oficiales, se dejaron caer sobre los cadáveres y los despojaron de todo lo que llevaban, hasta dejarlos desnudos. Con algunos heridos que encontraron en los matorrales, cometieron toda clase de crueldades hasta matarlos. En seguida principiaron su obra de destrucción, quemando todas las casas del fundo, sacando antes lo que podía serles útil. A las tres de la tarde aprovecharon las inmensas hogueras de los edificios incendiados para quemar unos cuantos cadáveres.
A los demás prisioneros los iban a traer a Santiago. Como en la mitad del camino recibieron los jefes que conducían a los prisioneros, orden de volverlos al fundo de Walker Martínez, donde se reunieron unos cuantos oficiales y los condenaron a muerte. Entretanto, Vidaurre, San Martín, etc., no quisieron que quedaran en paz los jóvenes que al día siguiente debían ser asesinados. Principiaron por llamarles uno por uno y maltratarles para que dijesen dónde se encontraba el Walker Martínez y confesasen quiénes eran sus jefes. Con el que más se encarnizaron fue con el señor Wenceslao Aránguiz, a quien dieron doscientos azotes.
A Aránguiz y Arturo Vial, el teniente coronel San Martín les había prometido que les libraría de la pena de muerte con tal que le pagaran. Se reunió aproximadamente cinco mil pesos, fuera de las alhajas.
Un campo iluminado por grandes incendios; diez jóvenes heridos y maltratados que con resignación esperaban ser asesinados; otros jóvenes ocultos en los matorrales, algunos a treinta metros de sus compañeros prisioneros; un cuarto lleno de mujeres que Vidaurre, San Martín y otros habían mandado buscar; grupos de soldados que bebían aguardiente sacado de las bodegas de Lo Cañas. El chisporroteo del fuego se mezclaba con el grito de las mujeres y con los gritos de dolor de los prisioneros maltratados, y de vez en cuando se oían chistes y risas de los oficiales y soldados borrachos.
A las siete y media de la mañana fueron alineados delante de una pared de la bodega. El señor Aránguiz llegó hasta allí casi arrastrándose, llevado entre dos soldados: el día anterior lo habían torturado para arrancarle declaraciones acerca de noticias y planes que ignoraba por completo. Todos murieron con resignación y entereza. Soldados ebrios rociaron algunos cadáveres con parafina, los revolvieron con tablas y les prendieron fuego.
Poco más tarde regresó la tropa a Santiago. Finalmente Barbosa, ordenó que los muertos fuesen transportados inmediatamente a Santiago, y expuestos en la morgue para que fueran reconocidos por sus deudos o parientes, medida que se hizo innecesaria, pues que la mayor parte de los cadáveres se encontraban carbonizados.
Esa misma mañana desembarcaba en Quintero el ejército constitucional.
La masacre es muy poco recordada en la historia y solo se menciona en obras que tratan profundamente la situación de la guerra civil de 1891.

## Monumento Nacional
El 28 de mayo de 2015 mediante el Decreto N.º 204, fue declarado Monumento Nacional en la categoría de Monumento Histórico, el sitio donde ocurrió la masacre ubicado en el «Fundo Panul» en la comuna de La Florida.

## Lo Cañas en la actualidad

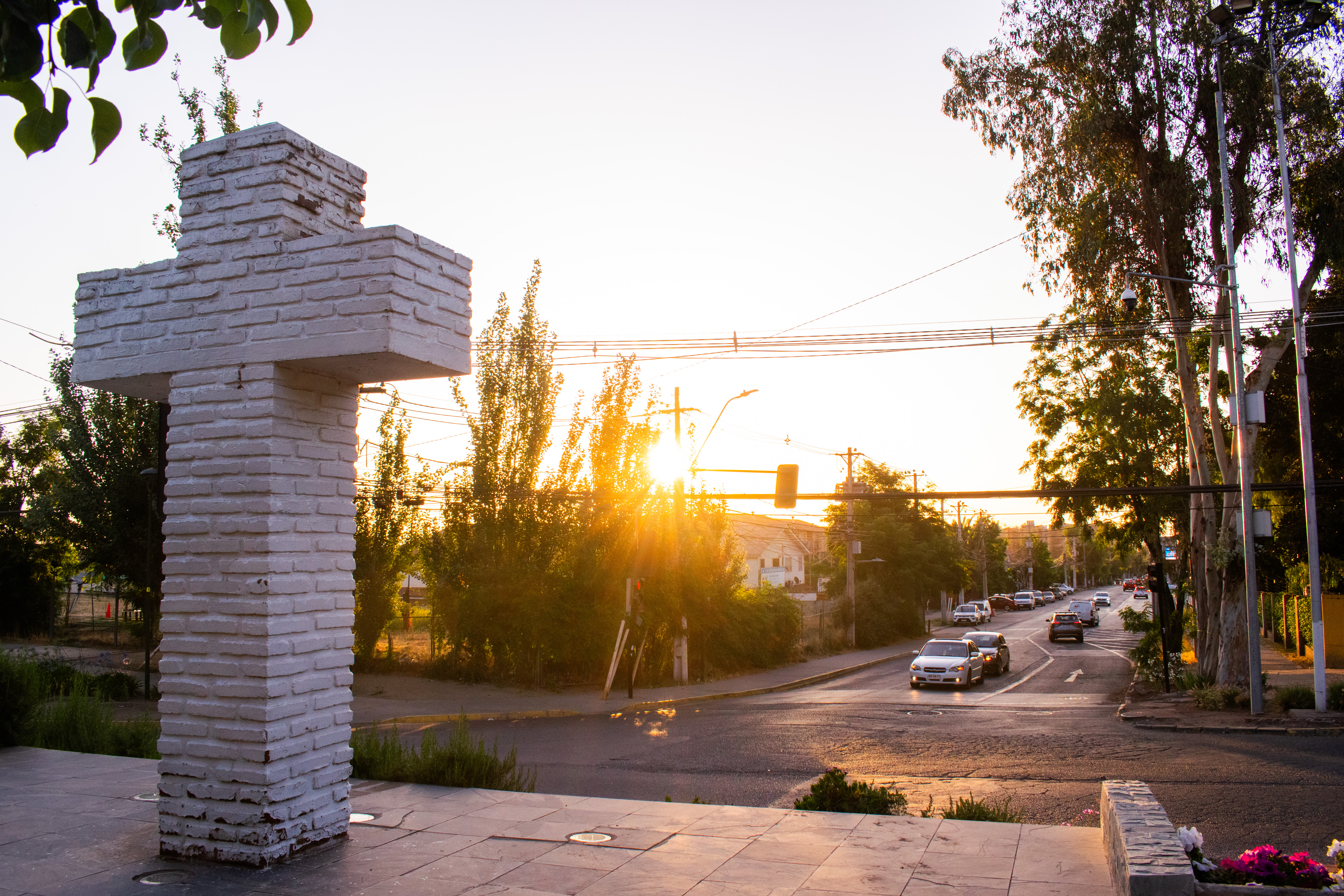
La cruz reconstruida que recuerda a las víctimas de la mascare de Lo Cañas.

Al final de la avenida Walker Martínez, colindante con el Canal San Carlos existe una cruz de cemento de aproximadamente dos metros de altura que recuerda la masacre, hecho aún desconocido para la mayoría de la población de la comuna. Con el terremoto que azotó a Chile el 27 de febrero de 2010, la cruz se derrumbó.
Gracias al aporte realizado por los vecinos del sector Santa Sofía de Lo Cañas, más la ayuda de la Municipalidad de La Florida, el 4 de septiembre de 2010 fue inaugurada una nueva cruz en el lugar, la cual cuenta con una placa conmemorativa, una cápsula del tiempo en su base y el inicio de un parque que recorre el borde del Canal San Carlos, desde el puente María Angélica por el norte, hasta el puente Lo Cañas por el sur.
En una de las intersecciones de la calle Arriarán del Cementerio General de Santiago también existe un monumento fúnebre en recuerdo de los fusilados de Lo Cañas; inaugurado el 1 de noviembre de 1896, su estatua es creación de Virginio Arias.